# Contea di Knox (Texas)
La contea di Knox in inglese Knox County è una contea dello Stato del Texas, negli Stati Uniti. La popolazione al censimento del 2010 era di 3 719 abitanti. Il capoluogo di contea è Benjamin. La contea è stata creata nel 1858 ed organizzata nel 1886. Il suo nome deriva da Henry Knox, primo Segretario alla guerra degli Stati Uniti (1785–1794).

## Geografia fisica
| Anno | Popolazione | ±%       |
| ---- | ----------- | -------- |
| 1880 | 77          |          |
| 1890 | 1,134       | 1,372.7% |
| 1900 | 2,322       | 104.8%   |
| 1910 | 9,625       | 314.5%   |
| 1920 | 9,240       | −4.0%    |
| 1930 | 11,368      | 23.0%    |
| 1940 | 10,090      | −11.2%   |
| 1950 | 10,082      | −0.1%    |
| 1960 | 7,857       | −22.1%   |
| 1970 | 5,972       | −24.0%   |
| 1980 | 5,329       | −10.8%   |
| 1990 | 4,837       | −9.2%    |
| 2000 | 4,253       | −12.1%   |
| 2010 | 3,719       | −12.6%   |

Secondo l'Ufficio del censimento degli Stati Uniti d'America la contea ha un'area totale di 855 miglia quadrate (2210 km²), di cui 851 miglia quadrate (2200 km²) sono terra, mentre 4,9 miglia quadrate (13 km², corrispondenti allo 0,6% del territorio) sono costituiti dall'acqua.

### Strade principali
- U.S. Highway 82
- State Highway 114
- U.S. Highway 277
- State Highway 6
- State Highway 222

### Contee adiacenti
- Foard County (nord)
- Baylor County (est)
- Haskell County (sud)
- King County (ovest)
- Stonewall County (sud-ovest)

### Caratteristiche geografiche di rilievo
- The Narrows

## Istruzione
Nella contea sono presenti i seguenti distretti scolastici:
- Benjamin ISD
- Crowell ISD
- Knox City-O'Brien Consolidated ISD
- Munday Consolidated ISD
- Seymour ISD